# Elkoš
Elkoš (hebrejsky אֶלְקוֹשׁ, v oficiálním přepisu do angličtiny Elqosh, přepisováno též jako Elkosh) je vesnice typu mošav v Izraeli, v Severním distriktu, v Oblastní radě Ma'ale Josef.

## Geografie
Leží v nadmořské výšce 638 metrů, v hornaté oblasti v centrální části Horní Galileji, cca 22 kilometrů od břehů Středozemního moře a 3 kilometry od libanonských hranic. Podél nich se severně od vesnice táhne zalesněný horský masiv hor Har Biranit a Har Matat, podél jejichž jižních úbočí vedou údolí vádí Nachal Matat a Nachal Biranit. V bezprostředním okolí mošavu je terén jen mírně zvlněný, na jihu se ovšem svažuje do údolí Nachal Kaziv.
Obec se nachází cca 5 kilometrů severně od města Ma'alot-Taršicha, cca 117 kilometrů severovýchodně od centra Tel Avivu a cca 40 kilometrů severovýchodně od centra Haify. Elkoš obývají Židé, přičemž osídlení v tomto regionu je etnicky smíšené. Zcela židovská je oblast severně odtud, směrem k libanonské hranici. Západně od mošavu leží město Fassuta, které obývají izraelští Arabové. Na jihovýchodní straně zase město Churfejš, jež obývají Drúzové.
Elkoš je na dopravní síť napojen pomocí místní silnice číslo 8944. Ta jižně od vesnice ústí do dálnice číslo 89.

## Dějiny
Elkoš byl založen v roce 1949. Jméno odkazuje na biblické město Elkóš, které zmiňuje Kniha Nahum 1,1. Nynější mošav vznikl v červnu 1949. Jeho zakladateli byli židovští přistěhovalci Jemenu. V současnosti tvoří většinu obyvatel potomci přistěhovalců z Kurdistánu.
Mošav vznikl na místě zaniklé arabské vesnice Dejr al-Kasi, která zde stávala do války za nezávislost v roce 1948 cca 1 kilometr východně od stávající osady. Roku 1931 měla Dejr al-Kasi 917 obyvatel a 169 domů. Byly tu dvě mešity a základní chlapecká škola. Během války byla tato oblast na podzim 1948 v rámci Operace Hiram ovládnuta židovskými silami a arabské obyvatelstvo bylo vysídleno. Zbytek Arabů byl odtud vysídlen v květnu 1949. Zástavba vesnice pak byla zčásti zbořena, zčásti využita pro usídlení židovských příchozích. V počáteční fázi se osadníci usadili přímo v opuštěné arabské vesnici. Později se přesunuli do nově zbudovaných obydlí. V 60. letech 20. století se část obyvatel z Elkoš podílela na založení nedaleké nově osady Štula.
Ekonomika vesnice je založena na zemědělství a turistickém ruchu. V obci fungují zařízení předškolní péče, základní škola je ve vesnici Me'ona.
Obec plánuje stavební expanzi o 88 nových domů.

## Demografie
Obyvatelstvo mošavu Elkoš je smíšené, tedy sekulární i nábožensky orientované. Podle údajů z roku 2014 tvořili naprostou většinu obyvatel v Elkoš Židé (včetně statistické kategorie "ostatní", která zahrnuje nearabské obyvatele židovského původu ale bez formální příslušnosti k židovskému náboženství).
Jde o menší sídlo vesnického typu s dlouhodobě stagnující populací. K 31. prosinci 2014 zde žilo 318 lidí. Během roku 2014 populace klesla o 2,2 %.
| Rok            | 1961 | 1972 | 1983 | 1995 | 2001 | 2003 | 2004 | 2005 | 2006 | 2007 | 2008 | 2009 | 2010 | 2011 | 2012 | 2013 | 2014 |
| -------------- | ---- | ---- | ---- | ---- | ---- | ---- | ---- | ---- | ---- | ---- | ---- | ---- | ---- | ---- | ---- | ---- | ---- |
| Počet obyvatel | 350  | 303  | 250  | 306  | 329  | 346  | 354  | 353  | 348  | 349  | 334  | 336  | 334  | 335  | 320  | 325  | 318  |